# 美国历史 (1945–1964)
1945年至1964年的美国历史（英語：history of the United States from 1945 to 1964）是一个经济高速增长与普遍繁荣的时期。同时也是对抗与紧张的年代——以资本主义为核心的美国及其盟友在政治上与苏联及其他共产主义国家对立，标志着冷战的开始。非裔美国人开始团结并组织起来，民权运动取得胜利，终结了美国南部的吉姆·克劳法种族隔离制度。 此外，美国还通过立法禁止歧视，并设立联邦监督机制保障投票权。
在外交方面，美国积极参与重建战后遭破坏的西欧与亚洲。马歇尔计划援助西欧重建，美国的主要目标是遏制共产主义的扩张。美苏之间爆发军备竞赛，核武器不断升级。苏联建立华沙条约组织以对抗由美国主导的北约联盟。美国参与了朝鲜战争，但战争未分胜负；至本时期末，美国在越南战争中不断升级介入。菲德尔·卡斯特罗在古巴掌权后，苏联向其部署核导弹，引发了1962年的古巴导弹危机，成为冷战时期最危险的一刻。
在国内方面，美国经过短暂过渡后进入快速发展期，经济繁荣、工资上升，大量农民迁入城镇。政治上，民主党长期主导，维持由新政联盟所支撑的自由派执政结构：富兰克林·D·罗斯福（1933–1945年）、哈里·S·杜鲁门（1945–1953年）、约翰·F·肯尼迪（1961–1963年）与林登·约翰逊（1963–1969年）。共和党人德怀特·艾森豪威尔（1953–1961年）则为中间派，未试图废除新政措施，反而扩展了社会保障制度并建立了州际高速公路系统。尽管民主党多数时间控制国会，但受到保守派联盟影响，其自由派立法进展有限。肯尼迪遇刺后，自由派在国会取得控制权，随后启动了伟大社会计划。
这一战后经济扩张时期见证了郊区迅速发展与中产阶级的壮大。